# القليعة (المغرب)
القليعة هي مدينة مغربية في جهة سوس ماسة، تابعة إدارياً لعمالة إنزكان أيت ملول، وهي تضم 235 83 نسمة حسب إحصاء سنة 2014.

## تاريخ
إنبثقت الجماعة القروية القليعة عن الجماعة الحضرية لأيت ملول إثر التقسيم الجماعي لسنة 1992، وسرعان ما كونت مجالا قرويا تتوسطه مجموعات سكنية قديمة تطورت بشكل ملحوظ إلى أن كونت مركزا بمقومات حضرية. إن التطور العمراني للقليعة على امتداد السنوات، أهلاها لترتقي لمصاف الجماعات الحضرية بموجب المرسوم رقم 520-08-2 صادر في 28 من شوال 1429 (28 أكتوبر 2008) بتحديد قائمة الدوائر والقيادات والجماعات الحضرية والقروية بالمملكة المغربية وعدد الأعضاء الواجب انتخابهم في مجلس كل جماعة. ومنذ سنة 2008 أصبحت القليعة كجماعة حضرية، ومنذ ذالك الوقت شرعت المدينة في عصرنة بنياتها التحتية، غير أن التوسع العمراني الكبير وانعدام قنوات الصرف الصحي وقلة موارد الجماعة ومشكل الأمن جعل تطور المدينة يسير بشكل بطيئ، وبالتالي فرغم ارتقائها إلى مدينة إلى أن الواقع المعيشي والطابع القروي لازال يغلب على مختلف أحياء القليعة.

## الأمن
في ظل غياب أي مركز للأمن الوطني، وتوفر المدينة على مركز صغير للدرك الملكي، وبحكم عدد سكانها الكبير المتجاوز لـ 80 ألف نسمة، وشساعة مساحتها، فإن أكبر مشكل تواجهه حالياً مدينة القليعة هو انعدام الأمن وانتشار الجريمة بمختلف أنواعها.

## أحياء المدينة
- حي تالعينت
- حي الخمايس
- حي العزيب
- حي الخمايس
- حي جنان
- حي بنعنفر
- حي اعمارة
- حي فافا
- حي الكويت
- حي الازرق
- العين المركز
- القليعة الفوقانية
- اداسكو
- طلعة
- الغازي
- الحيحي
- حي الزيتون
- ترمينيس
- حي بوتار
- حي جنانات

## الرياضة
- شباب القليعة